# Gromia sphaerica
Gromia sphaerica ist eine Art beschalter amöbenartiger Einzeller. Sie bewohnen Meeresböden der Tiefsee und sind für Einzeller ungewöhnlich groß.

## Merkmale
Gromia sphaerica sind kugel- bis traubenförmig, einkammerig und haben einen Durchmesser von 4,7 bis 38 Millimetern, im Durchschnitt wurden 15 Millimeter gemessen.
Die durchscheinende, gelegentlich schwach bräunliche, flexible Außenhülle ist mehrschichtig: zuoberst liegt eine äußerst dünne, körnige Schicht, die eine etwas dickere, faserige Trägerstruktur aus Proteinen umkleidet. Diese Hülle ist, anders als bei verwandten Arten, die nur eine oder wenige Öffnungen aufweisen, mit zahlreichen feinen und gleichmäßig über die Außenhülle verteilten Poren besetzt. Die Austrittsöffnungen der Poren liegen jeweils im Zentrum eines von oben gesehen kreisrunden Vorsprungs, um den wiederum ein ringförmiger, leicht vertiefter Hof liegt. Aus der Porenöffnung treten die aus dem Protoplasma gebildeten, filopodischen Scheinfüßchen hervor. Unter der faserigen Hülle liegen die sogenannten „honeycomb membranes“, eine gattungstypische Schicht aus vielen fragmentarischen Lagen durch Scheidewände miteinander verbundener sechseckiger Zylinder.
Unterhalb der Außenhülle befindet sich eine dünne, dunkelgrüne Protoplasmaschicht. Der vom Zellkörper umgebene Hohlraum ist leer oder es finden sich Ansammlungen kleiner Kotpillen (Stercomata). Die Kotpillen sind grau oder braun, haben einen Durchmesser von 10 bis 20, gelegentlich bis zu 40 Mikrometer, und füllen den gesamten Hohlraum aus.
Einzelne Hinweise sprechen dafür, dass Gromia sphaerica nur einen Zellkern besitzen, dies ist aber nicht gesichert.

## Verbreitung
Bisher sind Populationen der Art in der Arabischen See und vor den Bahamas entdeckt worden. Vor der Küste des Oman konnten sie in Meerestiefen von 1200 bis 1600 Metern nachgewiesen werden, vor der pakistanischen Küste in bis zu 1800 Meter Tiefe und vor den Bahamas in Tiefen von 750 bis 780 Metern.
Gromia sphaerica kommen auf den Meeresböden der jeweiligen Kontinentalhänge in lockeren, aber nicht flüssigen Sedimenten vor, die reich an Nährstoffen wie Phosphaten, Silikaten und Stickstoff sind. In diese Sedimente sind sie entweder vollständig bedeckt (Bahamas) oder teilweise offenliegend (Oman) eingebettet. Das sie umgebende Wasser enthält relativ wenig Sauerstoff (0,47 ml Liter−1).

## Lebensweise
Gromia sphaerica bewegen sich langsam durch die Sedimente und hinterlassen dabei eine bis zu 50 Zentimeter lange, tiefe und deutlich erkennbare Spur. Sie bewegen sich jedoch nicht aktiv, sondern "fressen" sich vermutlich gleichsam vorwärts: sie nehmen die sie umgebende extrem nährstoffreiche oberste Schicht des Sediments durch ihre Scheinfüsschen auf, verdauen sie im Protoplasma und befördern sie hinter sich, wodurch sich nach vorne ein Freiraum ergibt, in den sie hineinrollen, bis sie wieder Sediment aufnehmen können. Die verdauten Sedimente werden nach hinten hin wieder ausgeschieden, so dass sich in der Mitte der Rille eine schmale, erhobene Spur bildet.
Die so entstehenden Spuren zeigen eine große Ähnlichkeit mit fossilen Spuren der Ediacara-Fauna, die bisher meist mehrzelligen Organismen zugeordnet wurden. Aufgrund Ähnlichkeiten der Spuren hinsichtlich Größe und Struktur sowie der Existenz ähnlicher Spuren im Paläoproterozoikum, in dem es noch kein mehrzelliges Leben gab (z. B. in der Stirling Range Formation), wird es für möglich gehalten, dass diese Spuren zumindest teilweise auch von ähnlich großen Einzellern herrühren.
Gelegentlich bilden sie Gruppen aus zwei oder drei Individuen.

## Systematik
Die Art wurde in Aufsammlungen der RRS Discovery auf ihrer Cruise 211 zwischen Oktober und November 1994 vor der Küste des Oman entdeckt und 2000 von einem Team um Andrew J. Gooday erstbeschrieben. Molekulargenetische Untersuchungen der morphologisch nur schlecht gegeneinander abgrenzbaren Arten der Gattung bestätigten Gromia sphaerica als eigenständige Art und zeigten als nächste Verwandte einige bisher formal nicht beschriebene Arten.